# La Chapelle-de-Bragny
La Chapelle-de-Bragny település Franciaországban, Saône-et-Loire megyében. Lakosainak száma 240 fő (2022. január 1.). La Chapelle-de-Bragny Nanton, Bresse-sur-Grosne, Étrigny, Lalheue, Messey-sur-Grosne, Santilly és Sercy községekkel határos.

## Népesség
A település népességének változása:
| Lakosok száma | 251  | 255  | 262  | 248  | 243  | 238  | 235  | 234  | 240  |
|               | 2013 | 2015 | 2016 | 2017 | 2018 | 2019 | 2020 | 2021 | 2022 |